# Melanargia lutetiana
Melanargia lutetiana är en fjärilsart som beskrevs av Charles Oberthür 1910. Melanargia lutetiana ingår i släktet Melanargia och familjen praktfjärilar. Inga underarter finns listade i Catalogue of Life.